# Asplenium cesatianum
Asplenium cesatianum är en svartbräkenväxtart som beskrevs av Bak. Asplenium cesatianum ingår i släktet Asplenium och familjen Aspleniaceae. Inga underarter finns listade.